# سرگئی چوخرای
سرگئی چوخرای (به روسی: Чухра́й Серге́й - Sergei Chukhray) ورزشکار مرد رشتهٔ قایق‌رانی اهل کشور اتحاد جماهیر شوروی است. وی در بین سال‌های ‎۱۹۷۶ تا ۱۹۸۰ میلادی در مسابقات بازی‌های المپیک تابستانی در مجموع ۳ مدال طلا را کسب کرد.